# CAIO Induscar
A  Caio Induscar (detentora da marca Caio), é uma empresa brasileira fabricante de ônibus e carrocerias. Em 2017, foi considerada a maior fabricante em número de vendas de ônibus urbanos do Brasil, responsável pela metade de todos os ônibus vendidos neste segmento.

## História

### A marca Caio
A Companhia Americana Industrial de Ônibus (Caio) foi fundada em 19 de dezembro de 1945, na rua Guaiaúna, no bairro da Penha, em São Paulo, pelo imigrante italiano José Massa, bisavô do piloto brasileiro de Fórmula 1 Felipe Massa. De 1945 até 1980, a fábrica da empresa funcionou no mesmo endereço, onde prosperou e produziu milhares de carrocerias que foram vendidas por todo o Brasil.
Em 1982, foi inaugurada a nova fábrica na cidade de Botucatu, interior do estado de São Paulo, numa área de 400 mil m² e 101 mil m² de área construída, com capacidade de produção de até 40 ônibus por dia.

### Induscar
No final dos anos 1990, a Companhia Americana Industrial de Ônibus (Caio) passava por sérias dificuldades financeiras, culminando na falência, decretada em dezembro de 2000.
A justiça autorizou o arrendamento da massa falida da Caio, assumida em 25 janeiro de 2001 pela Induscar - Indústria e Comércio de Carrocerias Ltda., gerida por um grupo de investidores. O contrato de arrendamento, pelo período de quatro anos, incluía o uso das instalações de Botucatu e da marca Caio.
Em março de 2009, a Induscar passou definitivamente a ser proprietária da marca Caio e do parque fabril, localizado na cidade de Botucatu, SP.
Em 2013, o Grupo fez um novo investimento, a aquisição do complexo industrial, onde foram instaladas quatro novas empresas: Tecglass (fabricante de vidros temperados), CPA (Centro de Processamento de Alumínio), GR3 (Centro de Distribuição de Alumínio) e o CEAC (Centro Administrativo Caio).
Em abril de 2013, a empresa anunciou a construção de uma nova fábrica na cidade de Barra Bonita, no estado de São Paulo, com um investimento de R$ 25 milhões. A fábrica começou a operar no inicio de 2015 e gerou 500 empregos diretos e 3.000 indiretos.
Em 2017, sócios-acionistas e investidores do Grupo Caio Induscar, adquiriram o parque fabril e a marca Busscar, fabricante de ônibus rodoviários. A aquisição teve como objetivo ampliar a atuação do Grupo Caio Induscar, nos mercados interno e externo.
Áreas de atuação: Todo o território nacional e em países como a África do Sul, Angola, Argentina, Chile, Costa Rica, Equador, Honduras, Jordânia, Líbano, México, Nigéria, Paraguai, Peru, República Dominicana, Taiti, Trinidad Tobago, Uruguai, entre outros. Com abrangência global, atualmente a Caio está presente em mais de 50 países.
Certificação ISO: Sob direção do novo Grupo, a Caio Induscar foi certificada em 2006.

## Modelos em produção

### Urbanos
- Apache VIP V (2021 - presente) [5]
- Millennium V (2022 - presente)
- Millennium V Articulado (2022 - presente)
- E-Millennium (2023 - presente)
- E-Millennium Articulado (2024 - presente)
- Mondego II Exportação (2016 - presente)

### Midis
- F2500 (2023 - presente)

Microônibus 
Foz 2400 2020 (2020 - presente)

### MiniÔnibus
- Foz 2200 (2016 - presente)
- Foz 2200 Soul Class (2017 - presente)

## Modelos Extintos

### Urbanos
- Jardineira (1946 - 1958)
- Coach (1948 - 1958)
- Leyland (1952 - 1962)
- Jaraguá (1963 - 1968)
- Trólebus (1960 - 1961)
- Gaivota (1966 - 1976)
- Bela Vista I (1969 - 1974)
- Bela Vista II (1974 - 1976)
- Gabriela I (1974 - 1977)
- Itaipu (1976 - 1979)
- Cascavel (1976)
- Gabriela II (1976 - 1984)
- Amélia I (1980 - 1988)
- Amélia II (1985 - 1988)
- Vitória (1988 - 1996)
- Monobloco Beta (1994)
- Monte Rei (1994 - 1995)
- Alpha (1995 - 1999)
- Papa-Fila (1995 - 2003)
- Millennium I (1997 - 2001)
- Apache S21 (1999 - 2007)
- Apache VIP I (2001 - 2009)
- Millennium II (2003 - 2011)
- Mondego L/LA (2006 - 2015)
- Mondego H/HA (2005 - 2015)
- Apache VIP II (2008 - 2012)
- Apache S22 (2007 - 2011)
- Apache VIP III (2012 - 2014)
- Apache VIP IV (2014 - 2021)
- Apache VIP IV Articulado (2016 - 2021)
- Millennium III (2011 - 2016)
- Millennium BRT (2012 - 2017)
- Millennium IV (2016 - 2023)

#### Urbanos articulados
- Millennium II Articulado (2004 - 2009)
- Topbus Biarticulado (2004 - 2010)
- Millennium BRT Articulado (2012 - 2017)
- Millennium BRT Superarticulado (2012 - 2017)
- Topbus PB Biarticulado (2009 - 2012)
- Millennium BRT Biarticulado (2012 - 2017)
- Millennium BRT II Articulado/Superarticulado (2016 - 2022)
- Millennium BRT II Biarticulado (2016 - 2022)

### Midi
- Foz Super (2006 - 2009)
- Foz Super II (2009 - 2022)

### Micros e Mini Ônibus
- Verona (1969 - 1974)
- Andino (1973 - 1981)
- Carolina I (1974 - 1984)
- Carolina 1984 (1984 - 1995)
- Mobile (1993 - 1995)
- Carolina 1995 (1995 - 2000)
- Piccolo (1997 - 2006)
- Piccolino (1997 - 2006)
- Bambino (2002)
- Foz 2005 (2005 - 2013)
- Foz 2200 (2008 - 2019)
- Foz 2400 2017 (2017 - 2020)

### Intermunicipais
- Aritana (1982 - 1987)
- Squalo (1985 - 1992)
- Vitória Intercity (1988 - 1996)
- Beta (1994 - 1995)
- Alpha Intercity (1997 - 1999)
- Apache S21 Intercity (1999 - 2002)
- Apache VIP I Intercity (2001 - 2009)
- Solar Foz (2009 - 2012)
- Atilis (2007)

### Rodoviários
- Papaléguas (1959)
- Bossa Nova (1960 - 1966)
- Gaivota (1967 - 1976)
- Jubileu (1971 - 1977)
- Bandeirante (1971 - 1976)
- Aritana (1982 - 1987)
- Corcovado (1977 - 1984)
- Squalo (1985 - 1992)
- Giro 3400 (2002 - 2014)
- Giro 3600 (2004 - 2014)
- Giro 3200 (2005 - 2014)
- Solar 3200 (2013 - 2020)
- Solar 3400 (2013 - 2020)
- Solar 3600 (2013 - 2020)[6]